# بیگ هورن (آریزونا)
بیگ هورن (به انگلیسی: Big Horn) یک منطقهٔ مسکونی در ایالات متحده آمریکا است که در آریزونا واقع شده‌است. بیگ هورن ۵۲۶ متر بالاتر از سطح دریا واقع شده‌است.